# گیزلا آرنت
گیزلا آرنت (آلمانی: Gisela Arendt; ۵ نوامبر ۱۹۱۸ – ۱۸ فوریهٔ ۱۹۶۹) شناگر اهل آلمان بود.
وی در مسابقات کشوری و بین‌المللی در مجموع برندهٔ ۳ مدال نقره، ۲ مدال برنز شده‌است.